# Mohammed Enait
Mohammed Faizel Ali Enait (* 1975/1976) ist ein surinamisch-niederländischer Jurist. Er wurde landesweit bekannt, als er 2006 nach einer abgelehnten Bewerbung die Gemeinde Rotterdam verklagte und als er sich 2009 weigerte, bei Gericht aufzustehen.

## Werdegang
Der aus Surinam stammende Enait beendete 2008 sein Studium an der Erasmus-Universität Rotterdam mit der Arbeit Terrornoia: how the propa-ugandists used the omni-territorialization of terror for the fundamen-talismanization of criminal law in a multi-cultus-ritualistic society. Im selben Jahr gewann er einen Essay-Preis der sozialdemokratischen Wiardi-Beckman-Stiftung.

## Bewerbungsgespräch
Im September 2005 wollte Enait Kundenmanager bei der Gemeinde Rotterdam werden und machte beim Vorstellungsgespräch deutlich, dass er sich weigert, Frauen die Hand zu geben. Dies begründete er mit seinem islamischen Glauben. Er beschwerte sich bei der Kommission für Gleichbehandlung, die ihm recht gab, denn die Gemeinde habe untersuchen müssen, ob es nicht andere Möglichkeiten gebe, jemanden zu begrüßen. Wohl kritisierte die Kommission Enait dafür, dass er einen Unterschied zwischen Männern und Frauen machte; seitdem gibt er auch Männern nicht die Hand. Enait ging schließlich vor Gericht, das aber der Gemeinde recht gab. Die Gemeinde dürfe, so der Richter im August 2008, erwarten, dass die in den Niederlanden üblichen Höflichkeitsformen beachtet werden. Enait kommentierte das Urteil als typisch für einen weißen Richter, ein Bauernurteil von einem Richter aus einem Bauernloch.

## Sitzenbleiben vor Gericht
Nachdem er sein Studium beendet hatte, wurde Enait im August 2008 als Anwalt vereidigt. Er blieb allerdings sitzen, als die Richter den Saal betraten. Zur Begründung brachte er vor, dass er als Muslim wegen der Gleichheit aller Menschen nicht für Richter aufstehen dürfe. Das Aufstehen ist zwar nicht gesetzlich vorgeschrieben, die Staatsanwaltschaft sah aber die Verhaltensregeln der Anwaltskammer als verletzt an. Eine Disziplinarabteilung des Gerichts gab Enait recht. Er müsse nicht aufstehen, wenn sein Glaube ihm dies verbiete.
Der Fall beschäftigte im September 2008 und auch später das Parlament. „Jeder ist gleich. Das gilt auch für diesen Herren“, sagte der Christdemokrat Sybrand van Haersma Buma, und der Rechtsliberale Henk Kamp sprach von einem auf die Spitze getriebenen Kulturrelativismus. Der Vizepräsident des Amsterdamer Gerichts hingegen, Peter Ingelse, meinte in einem persönlichen Kommentar, Enait solle ruhig sitzenbleiben. Begrüßungsrituale seien unwichtig und eher sei es ungebührlich jemanden entgegen seinem Glauben zum Aufstehen zu zwingen.
Der Leidener Jura-Professor Jan Michiel Otto habe mit Kollegen in islamischen Ländern gesprochen und erfahren, dass überall die Anwälte aufstehen, wenn die Richter hereinkommen. Wenn ein Verhalten wie das von Enait in der islamischen Welt als ungebührlich oder rechtswidrig betrachtet wird, stelle Anwalt Enait sich außerhalb jeder gesellschaftlichen und juridischen Ordnung, meint Otto.
Der Kommunikationsdozent Youssef Azghari nannte Enait einen clownesken Anwalt, der den Islam missbrauche, um sein kindisches Verhalten und seine selbsterdachten Rituale zu rechtfertigen.
Im Mai 2015 wurde Enait die Zulassung als Anwalt entzogen. Gründe waren Enaits Verhalten als Anwalt. Dazu gehörten eine überhöhte Honorarforderung und der Druck, den Enait auf einen Klienten ausübte, diese Rechnung zu bezahlen.

## Belege
1. ↑  Schriften von Mohammed Enait (Seite nicht mehr abrufbar, festgestellt im Mai 2019. Suche in Webarchiven)  Info: Der Link wurde automatisch als defekt markiert. Bitte prüfe den Link gemäß Anleitung und entferne dann diesen Hinweis., zuletzt besucht am 28. September 2015.
2. ↑  NOS: Niet-handen-schudder in het gelijk gesteld door Commissie Gelijke Behandeling, zuletzt gesehen am 20. Dezember 2009.
3. ↑  NOVA: Gemeente in gelijk bij afwijzen sollicitant (Memento des Originals vom 14. November 2007 im Internet Archive)  Info: Der Archivlink wurde automatisch eingesetzt und noch nicht geprüft. Bitte prüfe Original- und Archivlink gemäß Anleitung und entferne dann diesen Hinweis., zuletzt gesehen am 20. Dezember 2009.
4. ↑  Elsevier: Enait, de handweigeraar en klantmanager!?, zuletzt gesehen am 20. Dezember 2009.
5. ↑  NRC: Kamer valt over zittende advocaat (Memento des Originals vom 16. Mai 2009 im Internet Archive)  Info: Der Archivlink wurde automatisch eingesetzt und noch nicht geprüft. Bitte prüfe Original- und Archivlink gemäß Anleitung und entferne dann diesen Hinweis., zuletzt gesehen am 20. Dezember 2009.
6. ↑  NRC: Laat Enait toch lekker zitten (Memento des Originals vom 7. Mai 2009 im Internet Archive)  Info: Der Archivlink wurde automatisch eingesetzt und noch nicht geprüft. Bitte prüfe Original- und Archivlink gemäß Anleitung und entferne dann diesen Hinweis., zuletzt gesehen am 20. Dezember 2009.
7. ↑  NRC: Ook moslims staan op voor rechters (Memento des Originals vom 6. Juni 2009 im Internet Archive)  Info: Der Archivlink wurde automatisch eingesetzt und noch nicht geprüft. Bitte prüfe Original- und Archivlink gemäß Anleitung und entferne dann diesen Hinweis., zuletzt gesehen am 20. Dezember 2009.
8. ↑  Trouw: Clownadvocaat Enait is een irritante hork, zuletzt gesehen am 20. Dezember 2009.
9. ↑  overheid.nl (Memento des Originals vom 28. September 2015 im Internet Archive)  Info: Der Archivlink wurde automatisch eingesetzt und noch nicht geprüft. Bitte prüfe Original- und Archivlink gemäß Anleitung und entferne dann diesen Hinweis.

| Personendaten    | Personendaten                       |
| ---------------- | ----------------------------------- |
| NAME             | Enait, Mohammed                     |
| ALTERNATIVNAMEN  | Enait, Mohammed Faizel Ali          |
| KURZBESCHREIBUNG | surinamisch-niederländischer Jurist |
| GEBURTSDATUM     | 1975 oder 1976                      |